# Walter Schoof
Walter Schoof (* 1. Januar 1945) ist ein ehemaliger Mecklenburger Fußballspieler. Für den FC Hansa Rostock bestritt er zwischen 1967 und 1969 einige Spiele in der höchsten DDR-Spielklasse, der Oberliga.

## Sportliche Laufbahn
Schoof spielte bis 1965 bei der Betriebssportgemeinschaft (BSG) Lok/Aufbau Bad Doberan. 1963 gehörte er zu deren Mannschaft, die den Aufstieg in die drittklassige Bezirksliga Rostock erkämpfte. Zu Beginn der Saison 1965/66 wurde Schoof zum Fußball-Leistungszentrum des Bezirkes Rostock, dem SC Empor Rostock, delegiert. Noch im Laufe der Saison wurde dessen Fußballsektion als FC Hansa Rostock ausgegliedert. Dort spielte er zunächst mit der 2. Mannschaft in der Bezirksliga und war 1967 am Gewinn der Bezirksmeisterschaft und dem anschließenden Aufstieg in die DDR-Liga beteiligt. Im selben Monat kam Schoof auch zu seinem ersten Einsatz in der Oberligamannschaft. Am 13. Mai 1967 wurde er in der Begegnung des letzten Oberligaspieltages Hansa Rostock – Motor Zwickau (1:1) als Mittelstürmer aufgeboten und erzielte in der 14. Minute mit dem Rostocker Führungstreffer das einzige Erstligator seine Karriere. In der Saison 1967/68 wurde er für das DDR-Liga-Kollektiv der 2. Mannschaft nominiert, kam aber auch dort nur in sieben Punktspielen zum Einsatz und spielte auch nicht wieder in der Oberliga. In der folgenden Spielzeit 1968/69 entwickelte er sich zum Stammspieler der 2. Mannschaft, für die er nun 20 von 30 Punktspielen bestritt und vier Tore erzielte. Außerdem absolvierte er zwei weitere Spiele in der Oberliga und wurde in zwei Spielen im Intertoto-Cup aufgeboten. In allen Spielen stand er als Stürmer auf dem Platz. Auch für die Saison 1968/69 meldete der FC Hansa Schoof wieder für die 2. Mannschaft. Auch diesmal bestritt er für sie 20 Punktspiele und kam erneut zu vier Torerfolgen. Zum Saisonende verließ Schoof den FC Hansa, ohne noch einmal in der Oberliga eingesetzt zu werden. Damit blieb es bei  vier Oberligaspielen mit einem Tor, 47 DDR-Liga-Spielen mit acht Toren sowie den beiden Intertotospielen.
In den Spielzeiten 1969/70 und 1970/71 spielte Schoof für den DDR-Ligisten Post Neubrandenburg, kam dort aber nur bis zum September 1970 zum Einsatz. 1971/72 war er für Motor Schwerin in der Bezirksliga aktiv und stieg mit der Mannschaft in die DDR-Liga auf. Er schloss sich daraufhin aber dem Ligakonkurrenten Schiffahrt/Hafen Rostock an. Dort bestritt er bis 1979 sieben Spielzeiten und wurde in den 154 ausgetragenen Punktspielen, bis zuletzt als Stürmer spielend, in 93 Begegnungen eingesetzt. Nachdem er in der Saison 1978/79 noch einmal alle 22 Punktspiele als 34-jähriger Linksaußenstürmer bestritten hatte, beendete er seine Laufbahn als Fußballspieler im Leistungsbereich.
Er blieb weiterhin Mitglied der BSG Schiffahrt/Hafen und des Nachfolgevereins SV Hafen Rostock. Bevor er 2010 in den Ruhestand ging, hatte er noch die 2. Frauenmannschaft und die U-50-Mannschaft des Vereins trainiert. Der Vereinsvorstand wählte ihn zum Spartenleiter Fußball und zum Schatzmeister.